# Olševek
Olševek este o localitate din comuna Šenčur, Slovenia, cu o populație de 300 de locuitori.